# 若党町
若党町（わかどうちょう）は、江戸期から現在にかけての青森県弘前市の地名。郵便番号は036-8333。2017年6月1日現在の人口は427人、世帯数は235世帯。

## 地理
亀甲町の裏手に位置し、東西に伸びて並走する町で、亀甲町とともに仲町と呼ばれる。北は春日町・馬喰町・小人町、東は禰宜町、南は亀甲町、西は紺屋町に接する。

## 歴史
現在に至るまで住宅地で、そのうえ町の様相は江戸期とほとんど変わりが無い。

### 沿革
- 江戸期 - 弘前城下の一町。
- 明治初年～明治22年 - 弘前を冠称。
- 1899年（明治22年） - 弘前市に所属。

### 地名の由来
身分の低い下級武士の住居区であったことから。

## 施設

### 警察
- 警察宿舎

### 公共
- 弘前郵便局弘前亀甲町局

## 文化財

### 国の重要伝統的建造物群保存地区
- 弘前市仲町 - 1978（昭和53年）5月31日[3]。

### 国の重要文化財
- 旧弘前藩諸士住宅 附 表門 1棟 - 指定年月日：2016年（平成28年）2月9日[4]。

### 青森県指定重宝
- 旧岩田家住宅 附 門 1棟 - 指定年月日：1985年（昭和60年）4月27日[5]。
- 旧伊東家住宅 - 指定年月日：2005年（平成17年）3月14日[6]。

上記文化財の詳細は「仲町 (弘前市)」参照

## 小・中学校の学区
市立小・中学校に通う場合、学区は以下の通りとなる。
| 大字   | 番地 | 小学校             | 中学校             |
| ------ | ---- | ------------------ | ------------------ |
| 若党町 | 全域 | 弘前市立時敏小学校 | 弘前市立第一中学校 |

## 交通
- 弘南バス

亀の甲町角、亀の甲門前（弘前駅 - 浜の町・市役所経由 - 藤代営業所線）停留所。